# Józef Koffler

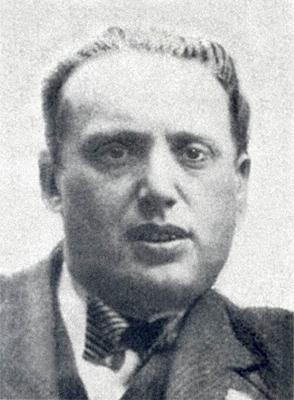
Józef Koffler (1931)

Józef Koffler (geboren 28. November 1896 in Stryj, Österreich-Ungarn; gestorben 1944 in Krosno) war ein polnisch-jüdischer Komponist, Musikpädagoge und Musikjournalist.

## Leben
Józef Koffler studierte von 1914 bis 1916 und von 1920 bis 1924 Musikwissenschaft in Wien. Seine Lehrer waren u. a. Hermann Graedener, Guido Adler, Robert Lach, Egon Wellesz sowie Josef Bohuslav Foerster und Ludwig Kaiser. 1923 wurde er bei Guido Adler mit der Arbeit Über orchestrale Koloristik in den symphonischen Werken von Felix Mendelssohn-Bartholdy promoviert. Von 1928 bis 1941 unterrichtete er in Lemberg, das seit 1918 zu Polen gehörte. Am Konservatorium Lemberg bekam er als Zwölftonkomponist einen außerordentlichen Lehrstuhl für atonale Harmonielehre und Komposition. Zu seinen Schülern zählte 1937 bis 1940 Roman Haubenstock-Ramati. Koffler war ein Protagonist der polnischen Avantgarde-Musik. Koffler orchestrierte auch, so beispielsweise Bachs Goldberg-Variationen für Kammerorchester.
Im Januar 1938 wurde Koffler in Lemberg römisch-katholisch getauft. Nach der Besetzung Lembergs durch die Rote Armee 1939 lehrte Koffler als Prorektor am Lyssenko-Konservatorium. Weil er kompositorisch die Zweite Wiener Schule um Arnold Schönberg und Alban Berg vertrat, wurde er als „Formalist“ kritisiert.
Das genaue Todesdatum ist nicht sicher. Im Juni 1941 marschierten die Deutschen in Ostpolen ein. Koffler wurde mit seiner Familie verhaftet und ins Ghetto Wieliczka deportiert. Bei der Auflösung des Ghettos 1944 versteckte sich Koffler, wurde jedoch gefunden und mit seiner Familie von einer deutschen Einsatzgruppe in der Gegend von Krosno ermordet.
Im Polen der Zwischenkriegszeit gilt Koffler als einziger Zwölftonkomponist der Schönberg-Nachfolge, wobei er stilistisch sich eher am Neoklassizismus orientierte. Viele der Werke Kofflers sind infolge der Ereignisse des Zweiten Weltkriegs verschollen.

## Kompositionsliste nach Datum und Opusnummer
- Slawische Gesänge („Chanson Slave“) (vor 1918)
- Zwei Lieder für Sopran und Klavier op. 1 (1917)
- Ouvertüre Hanifa op. 2 (verschollen)
- Orientalische Suite op. 3 (verschollen)
- Idyll („Sielanka“) für Kammerorchester op. 4 (verschollen)
- Streichquartett op. 5 (verschollen)
- 40 polnische Volksgesänge op. 6 (1925)
- Ballettmusik („Musique de ballet“) op. 7 (1926)
- Musik. Quasi una sonata op. 8, Karol Szymanowski gewidmet (1927)
- 15 Variationen über eine Zwölftonserie („15 variations d'après une suite de douze tons“) op. 9 (1927)
- Streichtrio op. 10 (1928)
- 1. Symphonie op. 11 (1930)
- Sonatine op. 12 (1930)
- 15 Variationen über eine Zwölftonserie op. 9a, Streicherfassung von Opus 9 (1931)
- Klavierkonzert op. 13 (1932)
- Kantate Die Liebe für Stimme, Bratsche, Violoncello und Klarinette op. 14 mit einem Text aus dem 1. Korintherbrief „Ode an die Liebe des Heiligen“ Paulus (1931)
- Ballett-Oratorium Alles durch M.O.W. für Tänzer, Sopran und Bariton solo, Chor und Orchestra op. 15 (1932)
- Divertimento („Kleine Serenade“) für Oboe, Klarinette und Fagott op. 16 (1931, verschollen)
- 2. Symphonie op. 17 (1933)
- Capriccio für Violine und Klavier op. 18 (1936)
- Klaviersonate op. 19 (1935, verschollen)
- Streichquartett op. 20 (1934, verschollen)
- 3. Symphonie op. 21 (1935)
- Quatre poèmes für Violine und Klavier op. 22 (1935)
- Variationen über einen Walzer von Johann Strauss op. 23 (1935)
- Bearbeitung polnischer Weihnachtslieder für Chor (1934–1936)
- Polnische Suite für Kammerorchester op. 24 (1936)
- Kleine Suite nach dem Notenbüchlein für Anna Magdalena Bach von J. S. Bach (ungefähr 1937, verschollen)
- Instrumentierung der Goldberg-Variationen von J. S. Bach für kleines Orchester (1938)
- Händeliana, 30 Variationen über eine Passacaglia von Händel (vor 1940, verschollen)
- Freudig Ouvertüre op. 25 (1940, verschollen)
- 4. Symphonie op. 26 (1940)
- Vier Stücken für Kinder („Cztery utwory dziecięce“) für Klavier (vor 1940)
- Ukrainische Skizzen („Szkice ukraińskie“) op. 27 für Streichquartett (vor 1941)
- Musik für ein szenisches Drama (verschollen)

## Diskographie
- Józef Koffler, Musique de ballet, Op. 7, Steffen Schleiermacher – piano, MDG MDG6131433, 1996, The Viennese School - Teachers and Followers
- Józef Koffler, Sonatine für Klavier op.12, Joseph Holt, Klavier, Darkness & Light, Vol. 2, JDT 3086, 1182819, Musik im Konzert des Kammermusik-Reihe in der Holocaust Memorial Museum, 1997.
- Józef Koffler, Piano Works I, Sternlicht Elzbieta, Klavier, Acte Préalable, AP0123, 2005, Frontseite: prof. Boguslaw Schaeffer (Polnisch, Englisch Französisch), Zeit: 52'11"
- Józef Koffler, Piano Works II, Sternlicht Elzbieta, Klavier, Acte Préalable, AP0122, 2005, Frontseite: prof. Boguslaw Schaeffer (Polnisch, Englisch Französisch), Zeit: 40'32"
- Józef Koffler, Piano Concerto op. 13, Two Songs op. 1, String Quartet No. 2 op. 27 „Ukrainian Sketches“, Quatre poèmes op. 22, Symphonie No. 2 op. 17, Polish Sinfonia Iuventus Orchestra, Christoph Slowinski, Deutschlandfunk Kultur EDA

## Bibliographie
- Maciej Gołąb: Koffler, Józef. In: Ludwig Finscher (Hrsg.): Die Musik in Geschichte und Gegenwart. Zweite Ausgabe, Personenteil, Band 10 (Kemp – Lert). Bärenreiter/Metzler, Kassel u. a. 2003, ISBN 3-7618-1120-9, Sp. 425–428 (Online-Ausgabe, für Vollzugriff Abonnement erforderlich)
- Jerzy Freiheiter, „Józef Koffler.“ Muzyka 7-8 (1936): 85-86.
- Zygmunt Folga, „Józef Koffler's Zwölfton Serialismus“ (Dodekafonia Józefa Kofflera). Muzyka 4 (1972): 65-83.
- Maria Zduniak, „Musik und Aktivitäten von Józef Koffler in der Zwischenkriegszeit“ (Twórczość i działalność Józefa Kofflera w okresie 20-lecia międzywojennego). Zeszyty naukowe Akademii Muzycznej we Wrocławiu, (Wrocław, 1983): 37-59.
- Leszek Mazepa, „Die sowjetische Periode im Leben und Werke von Józef Koffler“ (Okres radziecki w życiu i twórczości Józefa Kofflera). Muzyka 1 (1983): 67-100.
- Maciej Gołąb, „Zwolftontechnik bei Józef Koffler. Ein polnischer Beitrag zur Geschichte der Dodekaphonie in der ersten Hälfte des 20. Jahrhunderts“, Musik des Ostens. 10 (1986): 167-179.
- Maciej Gołąb, „Zwölfton Serialismus. Studium der Theorie und Komposition der ersten Hälfte des Zwanzigsten Jahrhunderts.“ (Dodekafonia. Studia nod teorią i kompozycją I polowy XX wieku.) Bydgoszcz, 1987.
- Maciej Gołąb, „Das Schaffen des Józef Kofflers - Probleme einer Stilgestaltung“. Verfemte Musik. Komponisten in den Diktaturen unseres Jahrhunderts. Ed. J. Braun, V. Karbusicky, H.T. Hoffmann. Frankfurt am Main, 1995, pp. 205-217.
- Józef Koffler, Partitur der Kantata „Die Liebe“ für Stimme, Bratsche, Violoncello und Klarinette Op. 14, PWM, Kat. No: 8719, 1995, auf Polnisch und Deutsch.
- Maciej Gołąb, „Józef Koffler“, Kraków: Musica Iagellonica, 1995. Englische Übersetzung bei Maksymilian Kapelański, Marek Żebrowski und Linda Schubert, Los Angeles: Polish Music Center, 2003.
- Maciej Gołąb, „Józef Koffler und die Wiener Schule“ (Józef Koffler i Szkoła Wiedeńska). Muzyka 2 (1996): 3-16.
- Iwona Linstedt, "Zwölfton Serialismus in der Symphonien von Józef Koffler (Dodekafonia w symfoniach Jozefa Kofflera), Muzyka 2 (1996): 17-74.
- Iwona Lindstedt, „Form und Instrumentation in den Symphonien von Józef Koffler“ (Instrumentacja a forma w symfoniach Jozefa Kofflera). Muzyka 2 (1996): 75-130.
- Muzyka 2 (1996). Sonderausgabe für 100-Jahr-Jubiläum von J. Koffler
- Leszek Mazepa, „Die Presse von Lemberg über die Durchführung von Józef Koffler's Kompositionen“ (Relacje prasy lwowskiej o wykonaniach utworow Józefa Kofflera). Muzyka 2 (1996): 139-158.
- „Verdrängte Musik“ („Rejected music“), Editor Pfau, Saargebiet, 1998, vol. 18: „Persecution and Re-discovery“. Vorlesung-Konzerte von „musica reanimata“ über die Komponisten Max Brand, Alfred Goodman, Józef Koffler und Ursula Mamlok